# Волны Мартено

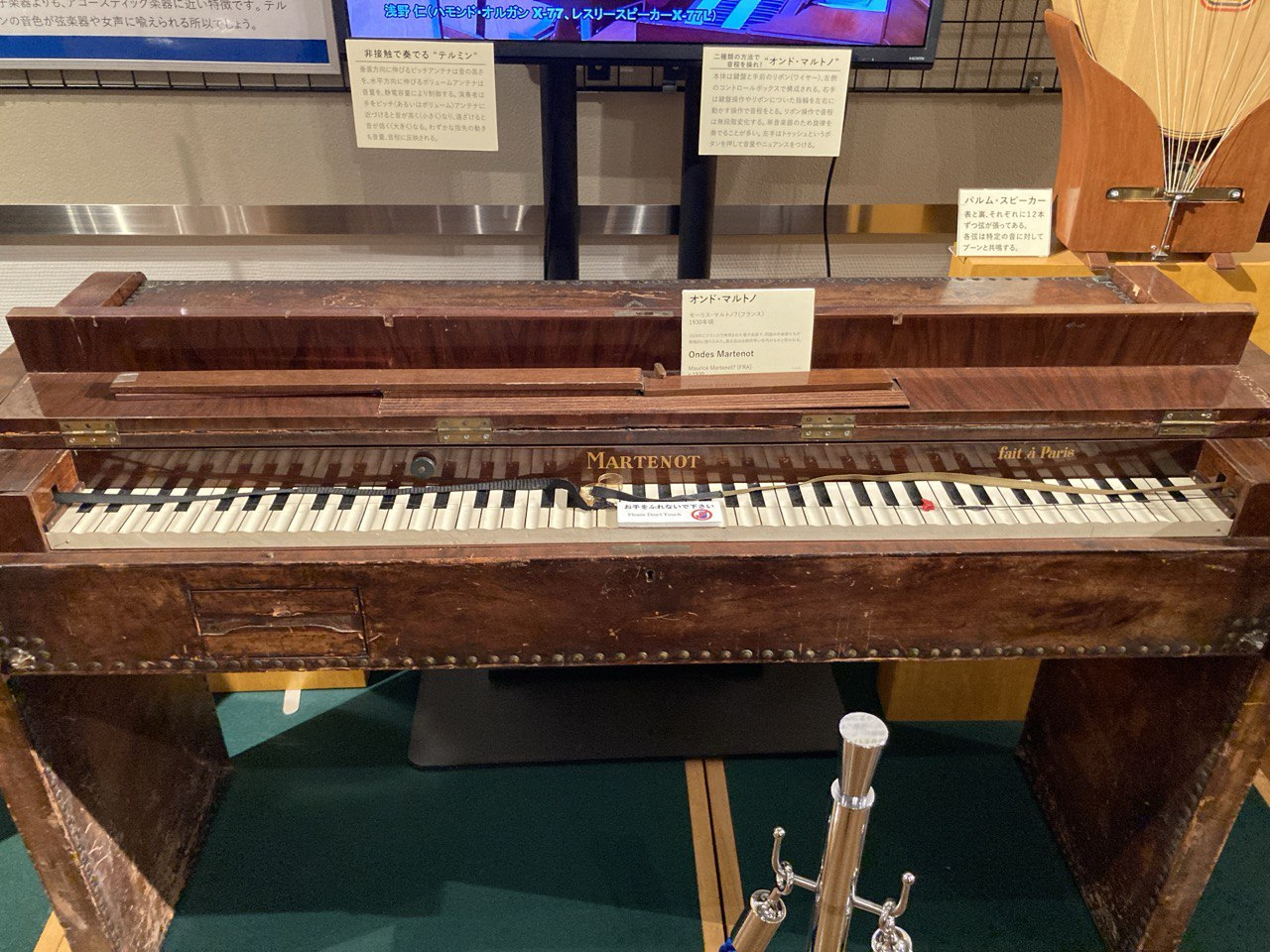
Волны Мартено (1930). Музей музыкальных инструментов в г. Хамамацу (Япония)

Волны Мартено́ (фр. Ondes Martenot), или электрофон — монофонический (одноголосный) электронный музыкальный инструмент. Сконструирован в 1928 году во Франции виолончелистом и педагогом Морисом Мартено.
Инструмент имеет 7-октавную клавиатуру фортепианного типа, а также нить с кольцом, надеваемым на указательный палец правой руки. В левой части инструмента расположена кнопка, играющая роль смычка. Звук производится генератором электрических колебаний, который управляется с клавиатуры, через усилитель подаётся на систему громкоговорителей. Для извлечения звука музыканту необходимо нажать клавишу на клавиатуре либо натянуть нить до соответствующей позиции и нажать левую кнопку. Сила нажатия на неё управляет атакой и громкостью. Рядом имеется переключатель режимов управления (при помощи клавиатуры либо нити) и переключатели тембра. Лёгкое смещение клавиши вбок позволяет получить эффект частотного вибрато, плавное перемещение руки с кольцом вдоль клавиатуры — глиссандо. В то время как правая рука играет на клавишах, левая рука музыканта оперирует потенциометрами, изменяя громкость и (в незначительных пределах) тембр звучания. Впоследствии Мартено создал и запатентовал особую клавиатуру, позволяющую получить интервалы в 1/12 тона. В 1970-х инструмент был модернизирован на базе полупроводниковых элементов, а в 1990-х стал цифровым.
Инструмент впервые был показан в Париже 20 апреля 1928 года, Мартено исполнил сольную партию в специально написанной «Симфонической поэме» Димитриоса Левидиса для волн Мартено и оркестра.
Для инструмента волны Мартено писали главным образом французские композиторы, в 1930-х и 1940-х годах. Он звучит в нескольких произведениях Э. Вареза, А. Жоливе, Ш. Кеклена, Д. Мийо, А. Онеггера. Наиболее активно использовал волны Мартено в своих сочинениях Оливье Мессиан, среди которых «Празднество прекрасных вод» для секстета волн Мартено (1937), «Три маленькие литургии» (1944), Турангалила-симфония (1948), «Неизданные листки» для волн Мартено и фортепиано (опубликовано впервые в 2001) и др.